# Liste der Stolpersteine in Dossenheim
In der Liste der Stolpersteine in Dossenheim sind alle 19 Stolpersteine aufgeführt, die in Dossenheim von der Initiative Stolpersteine Dossenheim im Rahmen des Projekts des Künstlers Gunter Demnig an insgesamt 2 Terminen verlegt wurden. Die ersten 10 Stolpersteine wurden am 9. Mai 2021 gesetzt, die letzten 9 Stolpersteine am 6. Februar 2024.

## Stolpersteine in Dossenheim
Die Tabelle ist teilweise sortierbar; die Grundsortierung erfolgt alphabetisch nach dem Verlegeort. Die Spalte Person, Inschrift wird nach dem Namen der Person alphabetisch sortiert.
| Bild | Person, Inschrift               | Verlegeort                                   | Verlege- datum | Information |
| --- | ------------------------------- | -------------------------------------------- | -------------- | ----------- |
| Bild gesucht Die Wikipedia wünscht sich an dieser Stelle ein Bild vom Ort mit diesen Koordinaten 49.4495965 8.6703422 . Motiv: Bahnhofstraße vor Abzweig Osmiastraße: Stolperstein für Betty Meyer, die Lage und das Haus Falls du dabei helfen möchtest, erklärt die Anleitung , wie das geht. BW  | HIER WOHNTE BETTY MEYER         | Bahnhofstraße vor Abzweig Osmiastraße (Lage) | 9. Mai 2021    |             |
| Bild gesucht Die Wikipedia wünscht sich an dieser Stelle ein Bild vom Ort mit diesen Koordinaten 49.4495965 8.6703422 . Motiv: Bahnhofstraße vor Abzweig Osmiastraße: Stolperstein für Kurt Heseler, die Lage und das Haus Falls du dabei helfen möchtest, erklärt die Anleitung , wie das geht. BW | HIER WOHNTE KURT HESELER        | Bahnhofstraße vor Abzweig Osmiastraße (Lage) | 9. Mai 2021    |             |
| Bild gesucht Die Wikipedia wünscht sich an dieser Stelle ein Bild vom Ort mit diesen Koordinaten 49.4495965 8.6703422 . Motiv: Bahnhofstraße vor Abzweig Osmiastraße: Stolperstein für Ilse Heseler, die Lage und das Haus Falls du dabei helfen möchtest, erklärt die Anleitung , wie das geht. BW | HIER WOHNTE ILSE HESELER        | Bahnhofstraße vor Abzweig Osmiastraße (Lage) | 9. Mai 2021    |             |
| Bild gesucht Die Wikipedia wünscht sich an dieser Stelle ein Bild vom Ort mit diesen Koordinaten 49.4486009 8.6700699 . Motiv: Beethovenstraße 24: Stolperstein für Sigmund Oppenheimer, die Lage und das Haus Falls du dabei helfen möchtest, erklärt die Anleitung , wie das geht. BW             | HIER WOHNTE SIGMUND OPPENHEIMER | Beethovenstraße 24 (Lage)                    | 9. Mai 2021    |             |
| Bild gesucht Die Wikipedia wünscht sich an dieser Stelle ein Bild vom Ort mit diesen Koordinaten 49.4486009 8.6700699 . Motiv: Beethovenstraße 24: Stolperstein für Klara Oppenheimer, die Lage und das Haus Falls du dabei helfen möchtest, erklärt die Anleitung , wie das geht. BW               | HIER WOHNTE KLARA OPPENHEIER    | Beethovenstraße 24 (Lage)                    | 9. Mai 2021    |             |
| Bild gesucht Die Wikipedia wünscht sich an dieser Stelle ein Bild vom Ort mit diesen Koordinaten 49.4486009 8.6700699 . Motiv: Beethovenstraße 24: Stolperstein für Walter Oppenheimer, die Lage und das Haus Falls du dabei helfen möchtest, erklärt die Anleitung , wie das geht. BW              | HIER WOHNTE WALTER OPPENHEIMER  | Beethovenstraße 24 (Lage)                    | 9. Mai 2021    |             |
| Bild gesucht Die Wikipedia wünscht sich an dieser Stelle ein Bild vom Ort mit diesen Koordinaten 49.4501518 8.6679637 . Motiv: Bergstraße 25: Stolperstein für Katharina Möll, die Lage und das Haus Falls du dabei helfen möchtest, erklärt die Anleitung , wie das geht. BW                       | HIER WOHNTE KATHARINA MÖLL      | Bergstraße 25 (Lage)                         | 6. Feb. 2024   |             |
| Bild gesucht Die Wikipedia wünscht sich an dieser Stelle ein Bild vom Ort mit diesen Koordinaten 49.4489776 8.6727013 . Motiv: Friedrichstraße 22: Stolperstein für Werner Grimm, die Lage und das Haus Falls du dabei helfen möchtest, erklärt die Anleitung , wie das geht. BW                    | HIER WOHNTE WERNER GRIMM        | Friedrichstraße 22 (Lage)                    | 6. Feb. 2024   |             |
| Bild gesucht Die Wikipedia wünscht sich an dieser Stelle ein Bild vom Ort mit diesen Koordinaten 49.4485221 8.6691779 . Motiv: Handschuhsheimer Landstraße 6: Stolperstein für Rosa Oestreicher, die Lage und das Haus Falls du dabei helfen möchtest, erklärt die Anleitung , wie das geht. BW     | HIER WOHNTE ROSA OESTREICHER    | Handschuhsheimer Landstraße 6 (Lage)         | 9. Mai 2021    |             |
| Bild gesucht Die Wikipedia wünscht sich an dieser Stelle ein Bild vom Ort mit diesen Koordinaten 49.4485221 8.6691779 . Motiv: Handschuhsheimer Landstraße 6: Stolperstein für Hermann Oestreicher, die Lage und das Haus Falls du dabei helfen möchtest, erklärt die Anleitung , wie das geht. BW  | HIER WOHNTE HERMANN OESTREICHER | Handschuhsheimer Landstraße 6 (Lage)         | 9. Mai 2021    |             |
| Bild gesucht Die Wikipedia wünscht sich an dieser Stelle ein Bild vom Ort mit diesen Koordinaten 49.4485221 8.6691779 . Motiv: Handschuhsheimer Landstraße 6: Stolperstein für Salomon Oestreicher, die Lage und das Haus Falls du dabei helfen möchtest, erklärt die Anleitung , wie das geht. BW  | HIER WOHNTE SALOMON OESTREICHER | Handschuhsheimer Landstraße 6 (Lage)         | 9. Mai 2021    |             |
| Bild gesucht Die Wikipedia wünscht sich an dieser Stelle ein Bild vom Ort mit diesen Koordinaten 49.4485221 8.6691779 . Motiv: Handschuhsheimer Landstraße 6: Stolperstein für Lina Bender, die Lage und das Haus Falls du dabei helfen möchtest, erklärt die Anleitung , wie das geht. BW          | HIER WOHNTE LINA BENDER         | Handschuhsheimer Landstraße 6 (Lage)         |                |             |
| Bild gesucht Die Wikipedia wünscht sich an dieser Stelle ein Bild vom Ort mit diesen Koordinaten 49.4514851 8.6774676 . Motiv: Hauptstraße 53: Stolperstein für Elisabeth Stammler, die Lage und das Haus Falls du dabei helfen möchtest, erklärt die Anleitung , wie das geht. BW                  | HIER WOHNTE ELISABETH STAMMLER  | Hauptstraße 53 (Lage)                        | 6. Feb. 2024   |             |
| Bild gesucht Die Wikipedia wünscht sich an dieser Stelle ein Bild vom Ort mit diesen Koordinaten 49.4508789 8.6758238 . Motiv: Heidelberger Straße 1: Stolperstein für Karl Wilhelm Kraft, die Lage und das Haus Falls du dabei helfen möchtest, erklärt die Anleitung , wie das geht. BW           | HIER WOHNTE KARL WILHELM KRAFT  | Heidelberger Straße 1 (Lage)                 | 6. Feb. 2024   |             |
| Bild gesucht Die Wikipedia wünscht sich an dieser Stelle ein Bild vom Ort mit diesen Koordinaten 49.4505796 8.6758318 . Motiv: Heidelberger Straße 8: Stolperstein für Juliane Stöhr, die Lage und das Haus Falls du dabei helfen möchtest, erklärt die Anleitung , wie das geht. BW                | HIER WOHNTE JULIANE STÖHR       | Heidelberger Straße 8 (Lage)                 | 6. Feb. 2024   |             |
| Bild gesucht Die Wikipedia wünscht sich an dieser Stelle ein Bild vom Ort mit diesen Koordinaten 49.449218 8.6762927 . Motiv: Heidelberger Straße 25: Stolperstein für Elisabeth Schäfer, die Lage und das Haus Falls du dabei helfen möchtest, erklärt die Anleitung , wie das geht. BW            | HIER WOHNTE ELISABETH SCHÄFER   | Heidelberger Straße 25 (Lage)                | 6. Feb. 2024   |             |
| Bild gesucht Die Wikipedia wünscht sich an dieser Stelle ein Bild vom Ort mit diesen Koordinaten 49.4502499 8.681042 . Motiv: Mühltalstraße 4: Stolperstein für Philipp Kunkel, die Lage und das Haus Falls du dabei helfen möchtest, erklärt die Anleitung , wie das geht. BW                      | HIER WOHNTE PHILIPP KUNKEL      | Mühltalstraße 4 (Lage)                       | 6. Feb. 2024   |             |
| Bild gesucht Die Wikipedia wünscht sich an dieser Stelle ein Bild vom Ort mit diesen Koordinaten 49.4501439 8.6830811 . Motiv: Mühltalstraße 20: Stolperstein für Margaretha Bähr, die Lage und das Haus Falls du dabei helfen möchtest, erklärt die Anleitung , wie das geht. BW                   | HIER WOHNTE MARGARETHA BÄHR     | Mühltalstraße 20 (Lage)                      | 6. Feb. 2024   |             |
| Bild gesucht Die Wikipedia wünscht sich an dieser Stelle ein Bild vom Ort mit diesen Koordinaten 49.451103 8.6769838 . Motiv: Schulgasse 4: Stolperstein für Philipp Sauer, die Lage und das Haus Falls du dabei helfen möchtest, erklärt die Anleitung , wie das geht. BW                          | HIER WOHNTE PHILIPP SAUER       | Schulgasse 4 (Lage)                          | 6. Feb. 2024   |             |

## Verlegetermine
- 9. Mai 2021
- 6. Februar 2024